# Jakob Deffner
Jakob Deffner (* 8. Dezember 1929 in Penzberg; † 26. Oktober 2020 in München) war ein deutscher Politiker.

## Leben
Deffner war von 1974 bis 1982 Mitglied im Bayerischen Landtag in der SPD-Fraktion. Zudem war er Vorsitzender des DGB Bayern (Vorgänger von Fritz Schösser) sowie Mitglied des Kuratoriums der Akademie für Politische Bildung in Tutzing.
Von 1983 bis 1991 war Deffner Mitglied des Bayerischen Senats.
1980 erhielt er die Bayerische Staatsmedaille für soziale Verdienste.